# (11553) Scheria
(11553) Scheria est un astéroïde de la ceinture principale.

## Description
(11553) Scheria est un astéroïde de la ceinture principale. Il fut découvert le 27 janvier 1993 à Caussols par Eric Walter Elst. Il présente une orbite caractérisée par un demi-grand axe de 2,64 UA, une excentricité de 0,06 et une inclinaison de 2,3° par rapport à l'écliptique.

## Compléments